# Chubivka
Chubivka  (ucraniano: Чубівка) es una localidad del Raión de Kotovsk en el Óblast de Odesa de Ucrania. Según el censo de 2001, tiene una población de 575 habitantes.